# Cariño
Cariño – gmina w Hiszpanii, w prowincji A Coruña, w Galicji, o powierzchni 47,19 km². W 2011 roku gmina liczyła 4373 mieszkańców.